# Distribució de Dirichlet
En probabilitat i estadística, la distribució de Dirichlet (després de Peter Gustav Lejeune Dirichlet), sovint denotada {\displaystyle \operatorname {Dir} ({\boldsymbol {\alpha }})}, és una família de distribucions de probabilitat multivariables contínues parametritzades per un vector {\displaystyle {\boldsymbol {\alpha }}} de reals positius. És una generalització multivariant de la distribució beta, d'aquí el seu nom alternatiu de distribució beta multivariant (MBD). Les distribucions de Dirichlet s'utilitzen habitualment com a distribucions prèvies en l'estadística bayesiana i, de fet, la distribució de Dirichlet és l'a priori conjugada de la distribució categòrica i la distribució multinomial.
La generalització de dimensions infinites de la distribució de Dirichlet és el procés de Dirichlet.
La distribució de Dirichlet de l'ordre K ≥ 2 amb paràmetres α 1, . . ., α K > 0 té una funció de densitat de probabilitat respecte a la mesura de Lebesgue a l'espai euclidià R K-1 donada per
{\displaystyle f\left(x_{1},\ldots ,x_{K};\alpha _{1},\ldots ,\alpha _{K}\right)={\frac {1}{\mathrm {B} ({\boldsymbol {\alpha }})}}\prod _{i=1}^{K}x_{i}^{\alpha _{i}-1}}

Il·lustrant com canvia el registre de la funció de densitat quan K = 3 mentre canviem el vector α de α = (0,3, 0,3, 0,3) a (2,0, 2.0, 2.0), mantenint tot l'individu són iguals entre si.

on {\displaystyle \{x_{k}\}_{k=1}^{k=K}} pertanyen a la norma {\displaystyle K-1} simplex, o en altres paraules: {\displaystyle \sum _{i=1}^{K}x_{i}=1{\mbox{ and }}x_{i}\in \left[0,1\right]{\mbox{ for all }}i\in \{1,\dots ,K\}} La constant normalitzadora és la funció beta multivariant, que es pot expressar en termes de la funció gamma:
{\displaystyle \mathrm {B} ({\boldsymbol {\alpha }})={\frac {\prod \limits _{i=1}^{K}\Gamma (\alpha _{i})}{\Gamma \left(\sum \limits _{i=1}^{K}\alpha _{i}\right)}},\qquad {\boldsymbol {\alpha }}=(\alpha _{1},\ldots ,\alpha _{K}).}

Exemple : Tall de corda

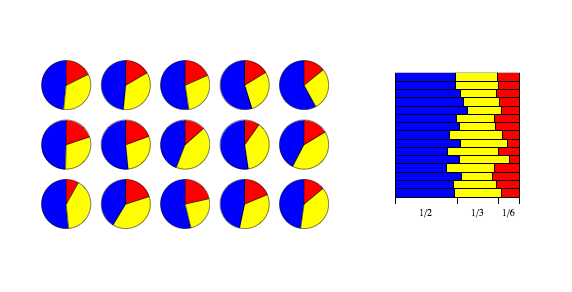
Exemple del tall de 3 cordes.

Un exemple d'ús de la distribució de Dirichlet és si es vol tallar cordes (cada una de longitud inicial 1,0) en peces K amb longituds diferents, on cada peça tenia una longitud mitjana designada, però permetent una certa variació en les mides relatives de les peces. Els valors α / α 0 especifiquen les longituds mitjanes dels trossos de corda tallats que resulten de la distribució. La variància al voltant d'aquesta mitjana varia inversament amb α0.